# Pierre-Gaëtan Leymarie
Pierre-Gaëtan Leymarie (Tulle, 2 de Maio de 1827 - Paris, 10 de Abril de 1901) foi um espírita francês. Destacou-se por ter dado continuidade à obra de Allan Kardec.

## Biografia
Descendia de família distinta. Desde cedo, para não sobrecarregar as despesas da família, interrompeu os seus estudos e procurou emprego em Paris, passando a depender do seu trabalho e de seus esforços.
Seguidor das ideias republicanas, foi, à época do golpe de Estado de 1851, arrolado entre os adversários irredutíveis do Cesarismo e constrangido ao exílio. Nele, porém, teve a sorte de contatar a elite do partido proscrito.
Proclamada a anistia, retornou à França, casou-se e assumiu a direção de uma alfaiataria, até 1871. Mais tarde, uma autoridade, referindo-se a ele, afirmou que, se os seus negócios não alcançaram prosperidade, a sua probidade foi escrupulosa e nenhuma reprovação jamais lhe foi feita.
Colaborou com Kardec desde o início da publicação da "Revue Spirite" e das obras da codificação da Doutrina espírita. Juntamente com Camille Flammarion e Victorien Sardou, foi um dos mais ardorosos seguidores de Kardec.
Pouco antes de falecer, Kardec fundou uma Sociedade Anônima, à qual legou os seus bens, com o objetivo de assegurar a difusão do Espiritismo. Leymarie, um dos fundadores, tornou-se o seu administrador. Com a morte de Kardec (1869), passou a exercer as funções de redator-chefe e diretor da "Revue Spirite" (1870 a 1901) e gerente da "Librairie Spirite" (1870 a 1897).
Durante trinta anos, no conturbado período que se seguiu à morte de Kardec, Leymarie manteve-se em atividade. Os trabalhos de William Crookes, na Inglaterra foram divulgadas na revista, e o próprio Leymarie realizou experiências com um médium fotógrafo, obtendo uma série de fotografias, publicada em suas páginas.
Pela ação de Leymarie, as obras de Kardec foram traduzidas para vários idiomas.
Realizou diversas viagens de divulgação à Bélgica, Espanha e Itália.
Participou como delegado do "I Congresso de Bruxelas". Em 1888 foi eleito para ocupar uma das presidências do Congresso Espírita de Barcelona. Nessa ocasião, foi lida uma moção de gratidão, enviada da prisão de Tarragona, por um grupo de condenados a trabalhos forçados, convertidos à fé espírita.
Em 1889 Leymarie organizou o I Congresso Espírita da França.

## O "Processo dos Espíritas"
Nessa época, estavam em voga as fotografias de materializações de espíritos. Tendo a "Revue Spirite" publicado algumas, o assunto foi investigado pela justiça francesa quando o fotógrafo Buguet, acusado de uso de meios fraudulentos para a obtenção desse tipo de fotografias, foi processado pelo Ministério Público. Os nomes de Leymarie e Firman foram envolvidos, em vista dos laços que mantinham com Buguet, e desta forma, julgados coniventes na fraude.
Desse modo, a 16 de Junho de 1875, na 7ª Câmara da Polícia Correcional do Sena, em Paris, teve lugar a primeira audiência do rumoroso processo dos espíritas, sendo indiciados por trapaça:
- Pierre-Gaëtan Leymarie - na qualidade de sucessor de Kardec na gerência da "Sociedade para a continuação das obras espíritas de Allan Kardec" (antiga "Sociedade Anónima do Espiritismo") e da "Revue Spirite";
- Éduard Buget - médium e fotógrafo belga;
- Alfred Henri Firman, médium de efeitos físicos estadunidense.

Julgados, Buguet e Leymarie foram condenados a um ano de prisão e ao pagamento de quinhentos francos de multa.
No cárcere, Leymarie elaborou uma notável "Memória à Corte Suprema", atestando, perante a sua consciência e os seus filhos, a sua inocência, mostrando-se confiante na decisão final daquele tribunal. Com remorsos, Buguet escreveu ao Ministro da Justiça dando testemunho sobre a inocência de Leymarie, acrescentando que, embora muitas das fotos fossem verdadeiras, devido ao desconhecimento que tinha da Doutrina Espírita, quando não as conseguia com sua mediunidade, praticava a fraude. Nela concluía:
"Lastimo, pois, haver dito, na minha fraqueza, o contrário da pura verdade, renunciando eu à minha mediunidade e pedindo perdão a Deus por esse ato que deploro, pois, que ele serviu para incriminar um homem probo, cuja boa fé se tornou suspeita em face das minhas afirmações."
A viúva de Karcec, Amélie Gabrielle Boudet, já octogenária, consta no processo como testemunha. Cartas de solidariedade de todo o mundo foram enviadas a Leymarie. A Sociedade para Continuação das Obras Espíritas de Allan Kardec recebeu manifestações de simpatia de diversos países, inclusive do Brasil, partindo elas tanto dos encarnados como dos desencarnados.
Pouco mais tarde, anulada a sentença condenatória, Leymarie voltou às atividades, retomando tanto a direção da Sociedade como da "Revue Spirite".
A esposa de Leymarie, Marina, em defesa de seu marido redigiu a memória "Procés des Spirites", fonte essencial para o estudo daquele período da História do Espiritismo.

## "Uma Infâmia"
Este termo foi empregado no artigo de Henri Sausse ("Uma infâmia", 1884) biógrafo de Kardec, denunciando os atos de Leymarie, Roustaing e Guérin. Denúncias também foram feitas por Berthe Fropo (em seu livro "Muita Luz", 1884) nobre e corajosa amiga de Amélie Boudet. A UEF publicou uma resposta às alegações dos seguidores de Roustaing, expurgando a infâmia. Estas publicações constam expressas ou referenciadas nos exemplares da Revista Espírita.  
Leymarie, representante legal do legado de Allan Kardec ao assumir a tarefa de administrar a continuidade de suas obras, em troca de recursos financeiros, cedeu às investidas de Jean Guérin, o mais próximo e fiel seguidor do rico advogado Jean-Baptiste Roustaing, que lhe conferiu a missão de gerir milhares de francos para fazer sua obra, Os Quatro Evangelhos, (Espiritismo Cristão) ou A Revelação da Revelação". psicografada por Émlie Collignon,  sobrepor-se às de Allan Kardec, na divulgação do Espiritismo.
Após a morte de Allan Kardec, 1869, criou-se, desde cedo, uma seríssima polêmica, pois na Doutrina Espírita não se aceita metempsicose, a natureza fluídica de Jesus e a metodologia de Roustaing,- que não seguiu a mesma sistemática empregada por Allan Kardec. A viúva de Kardec, auxiliada por Léon Denis, Gabriel Delanne e de sua amiga Berthe Fropo, conseguiram frear até onde puderam a deturpação da obra de Kardec. Porém com a morte de Amélie-Gabrielle Boudet em 1883, o caminho ficou mais livre para Leymarie e os demais roustainguistas. 
Roustaing acreditou nos espíritos que ditaram essa obra, para que fosse o verdadeiro messias da moral espírita, devendo dar início a uma suposta fase teológica, quando o Espiritismo deveria, tornar-se uma religião constituída. 
Defendendo esses verdadeiros delírios, Guérin fez uso da fortuna a ele confiada para infiltrar essas ideias no movimento espírita, tomando como servidor de seus interesses, Pierre-Gaëtan Leymarie. 
Conforme anunciou a pesquisadora Simoni Privato Goidanich,, em sua obra "O Legado de Allan Kardec", oferecendo em troca um terreno com uma casa e jardim em Bordeaux, Guérin tomou posse de 216 ações da Sociedade Anônima, detentora dos direitos sobre as obras de Kardec, tornando-se sócio majoritário.
Como se pôde apreciar, com a sua perda de capital após o "Processo dos Espíritas" e a necessidade de estabilização, concorreram para uma maior flexibilidade, com a aproximação oportunista de J. Guérin, o qual consigo trouxe a promoção de Roustaing, a quem apadrinhara como meio, para a real intenção, fazer do Espiritismo uma instituição lucrativa. Enfim, Leymarie e Roustaing, envolvidos por Guérin, foram usados,- um pelo poder administrativo e o outro, como portador uma teoria espírita e filosófica, desculpa para a expansão de seus investimentos especulativos. 
Superada a crise, Leymarie não deixou de ter seu grande mérito, pois sempre fiel às suas convicções, grande defensor do Espiritismo, em muito contribuiu para a sua sobrevivência, difusão. Leymarie foi o responsável pela publicação das "Obras Póstumas" de Allan Kardec, além de muitas outros artigos e livros, bem como a "Revista Espírita" ter completado o ano de 1869, mesmo após a morte de seu fundador.
À parte de todas as críticas feitas à obra de Roustaing e aos seus seguidores, é inegável a grande contribuição, de Leymarie, Roustaing e Collignon dentre outros, para a difusão do Espiritismo desde a sua primeira década, apesar dos "pecados".

## Obra
- Histoire du Spiritisme et biographie d'Allan Kardec - trabalho apresentado nos Congressos Espíritas de 1888 e 1889.
- Oeuvres Posthumes d'Allan Kardec. Paris: Librairie Spirite, 1890. compilação com documentos inéditos deixados por Allan Kardec.
- L'Évolution et la Révélation - compilação apresentada ao Congresso Internacional Espiritualista (Londres, 1898).